# Route F210
La route F210, en islandais Þjóðvegur F210, aussi appelée Fjallabaksleið syðri, odonyme islandais signifiant littéralement en français « par derrière les montagnes au sud », est une piste islandaise qui passe entre la réserve naturelle de Fjallabak au nord et le Mýrdalsjökull et Tindfjallajökull au sud, à travers le Mælifellssandur.

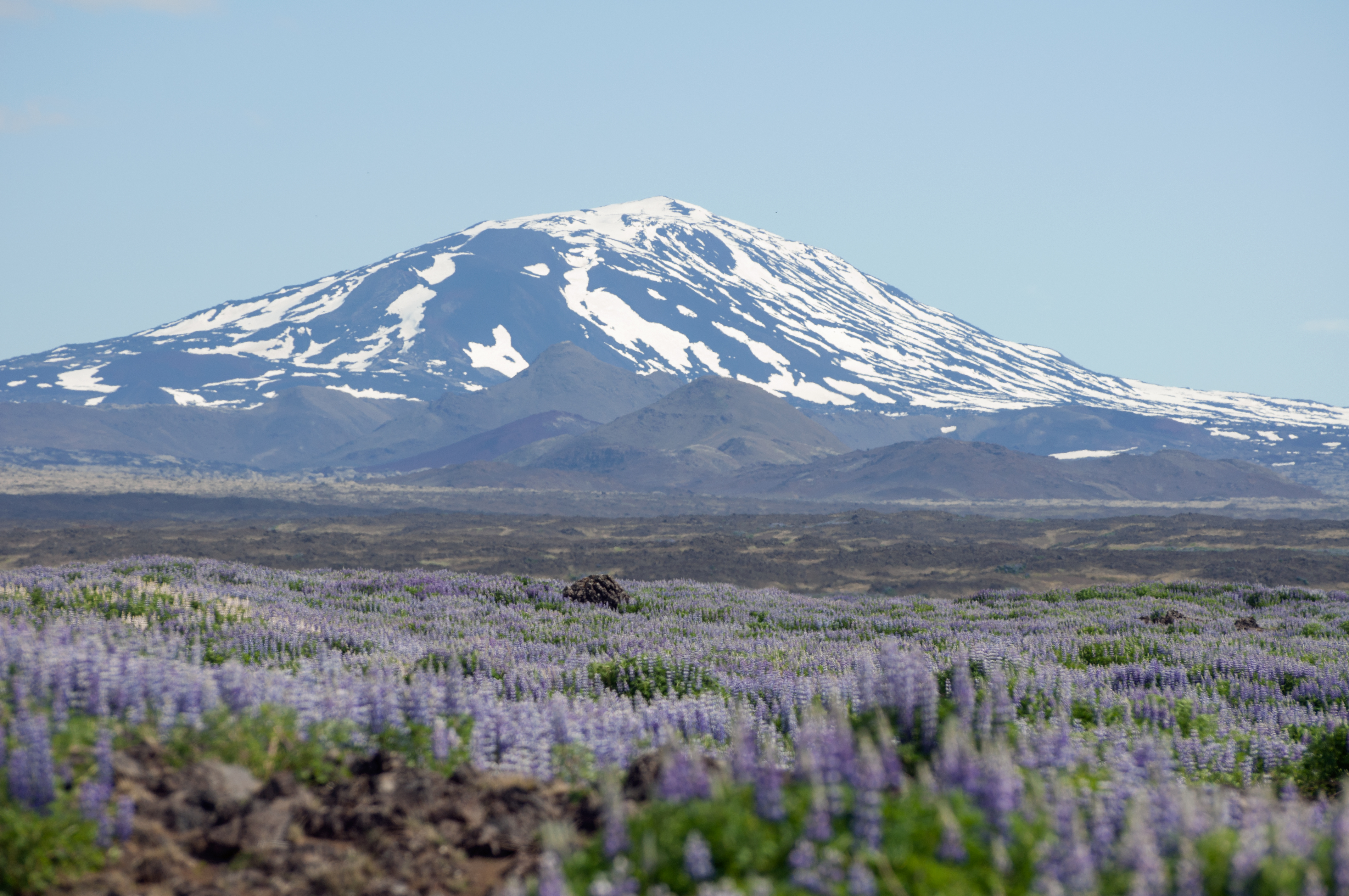
L'Hekla vu depuis la route F210 passant au sud.